# Avex
Avex Inc. (jap. エイベックス株式会社 Eibekkusu Kabushiki-gaisha) – japońska wytwórnia muzyczna z siedzibą w Tokio, założona 11 kwietnia 1988 przez Masato Matsuurę.
Avex jest akronimem angielskich słów: Audio Visual Expert.
Jej muzyczna filia Avex Trax wykreowała wielu artystów, takich jak: Ayumi Hamasaki i Kumi Kōda. Avex Group jest spółką holdingową dla grupy spółek zależnych związanych z branżą rozrywkową, które mają swoją siedzibę w Japonii.
Avex jest znane głównie w Japonii z powodu swojej muzyki oraz dzięki wytwórni Avex Trax powstałej w 1990 roku. Jest to jedna z trzech najlepszych wytwórni muzycznych w Japonii i jest obecnie największa (14,7% całej sprzedaży muzyki (CD i DVD) w pierwszej połowie 2013), wyprzedzając Sony Music Entertainment Japan (13,0%), Universal Music Group (9,9%), King Records (7,4%) i J Storm (5,9%).

## Jednostki zależne
- Avex Entertainment
- Avex Management
- Avex Marketing
- Avex Asia Holdings Ltd.
- Avex Trax
- Avex Mode
- Avex Trance
- Avex Tune
- Avex Globe
- Cutting Edge
- Rhythm Republic
- Rhythm Zone
- Espionage Records
- Disc Du Soleil
- Mad Pray Records
- Motorod Records
- Love Life Records
- Sonic Groove
- Tearbridge Records
- True Song Music
- J-more

## Anime z którymi firma była zaangażowana[5]
- Asobotto Senki Goku (produkcja muzyki)
- Bobobo-bo Bo-bobo (produkcja)
- Connected (OVA), (produkcja muzyki)
- Cutie Honey (live-action movie), (produkcja muzyki)
- Devilman (live-action movie), (produkcja muzyki)
- The Fuccons (live-action TV), (dystrybutor)
- Gekijōban Kamen Rider 555: Paradise Lost (live-action movie), (produkcja muzyki)
- Gokusen Special: Sayonara 3-nen D-gumi (live-action), (produkcja muzyki)
- Great Dangaioh (produkcja)
- Harlock Saga (OVA), (produkcja)
- Initial D (live-action movie), (dystrybutor)
- Initial D: Battle Stage (OVA), (produkcja)
- InuYasha
  - The Movie: Affections Touching Across Time (produkcja muzyki)
  - The Movie 2: The Castle Beyond the Looking Glass (produkcja muzyki, produkcja)
  - The Movie 3: Swords of an Honorable Ruler (produkcja muzyki)
  - The Movie 4: Fire on the Mystic Island (produkcja)
  - Meguri Au Mae no Unmei Koiuta (special), (produkcja muzyki, produkcja)
- Kamen Rider 555 (live-action TV), (produkcja muzyki)
- Kamen Rider
  - Kamen Rider Agito Special: Aratanaru Henshin (live-action), (produkcja muzyki)
  - Kamen Rider Agito: Project G4 (live-action movie), (produkcja muzyki)
  - Kamen Rider Blade (live-action TV), (produkcja muzyki)
  - Kamen Rider Blade: Missing Ace (live-action movie), (produkcja muzyki)
  - Kamen Rider Decade (live-action TV), (produkcja muzyki)
  - Kamen Rider Hibiki (live-action TV), (produkcja muzyki)
  - Kamen Rider Ryuki Episode Final (live-action movie), (produkcja muzyki)
  - Kamen Rider Ryuki Special: 13 Riders (live-action), (produkcja muzyki)
  - Kamen Rider the First (live-action movie), (produkcja muzyki)
- M.o.v.e: Raimei - Out of Kontrol (produkcja muzyki)
- Mermaid Forest (produkcja muzyki)
- Needless (produkcja)
- OOO, Den-O, All Riders: Let's Go Kamen Riders (live-action movie), (produkcja muzyki)
- Power Stone (produkcja muzyki, produkcja)
- Re: Cutie Honey (OVA) (produkcja muzyki)
- Sakura Wars: The Movie (produkcja muzyki)
- Samurai 7 (produkcja muzyki)
- Samurai Gun (produkcja)
- Tenjo tenge (produkcja)
  - Tenjho Tenge: The Past Chapter (special) (produkcja)
- Trouble Chocolate (produkcja muzyki)
- Vampire Hunter D: Żądza krwi (movie), (produkcja muzyki)
- Wangan Midnight (produkcja muzyki)
- Zoids/ZERO (produkcja muzyki, produkcja)

## Artyści

### Japońscy artyści
- Nanase Aikawa
- Kousei Amano
- Namie Amuro
- Hiroki Aiba
- Yūko Andō
- Aiko☆Ikuta
- Ryo Ishibashi
- Mariko Ide
- Ran Ito
- Hisayo Inamori
- Jun Inoue
- Eriko Imai (SPEED)
- Mari Ueda
- Takako Uehara (SPEED)
- ASIA ENGINEER
- Mai Ōshima (AKB48)
- Ai Ōtsuka
- Yohei Onishi
- Torio Ōhashi
- Lisa Ono
- Aural Vampire
- Kainatsu
- Yuki Kashiwagi (AKB48)
- Kazuki Kato
- Yuka Kagiyama
- Kaneda Sekjiou
- Tomoaki Kanemoto
- Aiko Kayō
- Ryuichi Kawamura
- Kishidan
- Kie Kitano
- Kiyoharu
- Ketsumeishi
- Koujouseara
- Kumi Kōda
- Riyu Kosaka (BeForU)
- Maki Gotō (Hello! Project, Morning Musume)
- Koyuki Katō
- Rino Sashihara
- Yutaka Sado
- Erika Sawajiri
- J Soul Brothers
- Hitomi Shimatani
- Hiroko Shimabukuro (Speed)
- Ami Suzuki
- Satomi Takasugi
- Tackey & Tsubasa
- Tanimura Shinji
- Nana Tanimura
- Nobuyuki Tsujii
- Anna Tsuchiya
- Demon Kakka
- Tokyo Girls' Style
- Tokyo Ska Paradise Orchestra
- TVXQ
- Nao Nagasawa
- Nakamura Shidō II
- Hiroko Nakamura
- NESMITH
- Maki Nomiya (Pizzicato Five)
- Ayumi Hamasaki
- Papaya Suzuki
- Asuka Hinoi
- Takao Horiuchi
- Moeko Matsushita
- Missile Innovation
- Yutaka Mizutani
- Alisa Mizuki
- Daichi Miura
- Haruko Momoi
- Remioromen
- Nightmare

### Japońskie zespoły muzyczne
- AAA
  - Misako Uno
- After School
- AKINA (Folder5)
- AIR
- alan
- ASIAN2
- BACK-ON
- BAReeeeeeeeeeN
- BeForU
- BiS
- Boredoms
- BREATHE
- Buzz72+
- C-999
- Candy
- Caravan
- Cheeky Parade
- D
- D-Side
- DA PUMP
- DEEP
- DELI
- Do As Infinity
  - Tomiko Van
- Dt.
- Dream
- Dream5
- Dreamers〜EXILE VOCAL BATTLE AUDITION FINALIST〜
- E-girls
- Every Little Thing
- EXILE
- GACKT
- GANGA ZUMBA
- GEM (zespół)
- GENERATIONS from EXILE TRIBE
- GIBIER du MARI
- globe
  - KEIKO (K-C-O)
- HALATION
- HITOE (SPEED)
- hitomi
- hinaco
- ICONIQ
- i☆Ris
- Janne Da Arc
  - yasu (Acid Black Cherry)
  - you
  - ka-yu (DAMIJAW)
  - kiyo
  - shuji
- JONTE
- kannivalism
- Kis-My-Ft2
- Kis-My-Ft2
- lecca
- Luxis
- Marty Friedman (współpracował z japońskimi zespołami)
- MAX
- MAY
- May J.
- m-flo
- mini
- mink
- miray
- Misono Kōda (misono)
- MONKEY MAJIK
- Mother Ninja
- moumoon
- My Little Lover
- Noria
- Olivia Lufkin (Olivia)
- Orange Caramel
- O's
- PARADISE GO!! GO!!
- Party Rockets
- PENICILLIN
  - Crack 6
- Prizmmy☆
- RAM RIDER
- Ricky (DASEIN)
- Rin'
- Ryohei
- RYO the SKYWALKER
- SE7EN
- shela
  - sunny-side up
- Sifow
- SKE48
- Sophia
- SOFFet
- SOLIDEMO
- SOULHEAD
- Sowelu
- SPEED
- speena
- SUPER☆GiRLS
- T-Pistonz+KMC
- THE BOOM
- The Ivory Brothers
- The Pillows
- THE SECOND from EXILE
- TM NETWORK
- TRAX
- TRF
- YU-KI
- TRICERATOPS
- TRIPLANE
- Tourbillon
- V6
- Vanilla Mood
- XBS
- YAK.
- YOU THE ROCK★
- ZZ